# Dino da Costa
Dino da Costa (* 1. August 1931 in Rio de Janeiro; † 10. November 2020 in Verona) war ein brasilianisch-italienischer Fußballspieler und -trainer, der die meiste Zeit seiner Karriere in Italien verbrachte.

## Karriere

### Anfänge in Brasilien
Dino da Costa, geboren 1931 in Rio de Janeiro, begann mit dem Fußballspielen beim Verein Botafogo FR im gleichnamigen Viertel der brasilianischen Metropole. Für Botafogo spielte da Costa von 1951 bis 1955 und gewann während dieser Zeit keinen Titel. 1954 wurde er mit 24 Toren in 26 Spielen Torschützenkönig der Staatsmeisterschaft von Rio de Janeiro, dem Campeonato Carioca. Er absolvierte insgesamt 51 Spiele in den Staatsmeisterschaften und im brasilianischen Pokalwettbewerb für Botafogo und verließ den Verein 1955 in Richtung Europa.

### Erfolge in Rom und Florenz
Während einer Tour von Botafogo in Italien wurden die Talentspäher des Hauptstadtvereines AS Rom auf den 23-jährigen Brasilianer aufmerksam und die Roma verpflichtete ihn zur Saison 1955/56. Sein Debüt für den AS Rom gab er am 18. September 1955 am ersten Spieltag der Saison beim 4:1-Erfolg gegen Aufsteiger Lanerossi Vicenza. Mit dem AS Rom beendete er die Saison 1955/56 auf dem sechsten Platz. In der folgenden Spielzeit lief es für die Roma nicht so gut, man erreichte nur einen enttäuschenden 14. Tabellenrang. Allerdings konnte Dino da Costa mit 22 Saisontoren die Torjägerkrone gewinnen, womit er der erste Brasilianer in Italiens Eliteliga war, dem das gelang. Auch 1957/58 brachte er es wieder auf viele Tore, 19 Treffer reichten zwar nicht zum Titel des besten Ligatorschützen, verhalf seinem Verein AS Rom aber mit zur Teilnahme am Messestädte-Pokal 1958–1960, bei dem das Aus dann schließlich im Viertelfinale gegen den belgischen Vertreter Royale Union Saint-Gilloise aus Brüssel kam. Insgesamt spielte Dino da Costa bis ins Jahr 1960 für die Roma, ehe er nach 144 Ligaspielen, in denen ihm 70 Tore gelangen, an die ACF Fiorentina verliehen wurde. In der Saison 1960/61 wurde er mit Florenz Tabellensiebenter und gewann die Coppa Italia durch einen 2:0-Finalsieg gegen Lazio Rom. Im gleichen Jahr siegte er mit der Fiorentina im Europapokal der Pokalsieger, dem allerersten Europapokal der Pokalsieger. Im Endspiel wurden die Glasgow Rangers mit 2:0 in Schottland und 2:1 in Florenz besiegt. Da Costa war in beiden Finalspielen mit von der Partie, ein Tor konnte er jedoch nicht beisteuern. Da Costa spielte in der Saison 30 Spiele für die Fiorentina und schoss acht Tore, bevor er nach Ablauf der Spielzeit wieder nach Rom zurückkehrte und noch ein weiteres halbes Jahr für den AS Rom spielte. In diesem halben Jahr gewann er mit der Roma den Messestädte-Pokal 1960/61, nachdem im Endspiel Birmingham City mit 2:2 und 2:0 besiegt wurde. Dino da Costa wurde dabei im Hinspiel des Finales, beim 2:2 in Birmingham, eingesetzt. Mit dem Gewinn des Messestädte-Pokals 1960/61 gewann er in einem Jahr zwei internationale Titel.

### Atalanta, Juve und Karriereausklang
Danach wechselte er zu Atalanta Bergamo in den Norden Italiens und verhalf dem Verein, der meist in den mittleren bis unteren Tabellenregionen der Serie A zu finden war, gleich in seiner ersten Saison zum Erreichen des sechsten Tabellenplatzes. 1962/63 konnte Atalanta diesen Erfolg bestätigen und wurde Achter. Erneut gelang Dino da Costa dabei der Gewinn des italienischen Fußballpokals, diesmal durch einen 3:1-Erfolg gegen den AC Turin. Das Pokalendspiel von Mailand war zugleich sein letztes Spiel für Atalanta Bergamo. Nach 52 Ligaspielen und achtzehn Toren ging er nach Ablauf der Saison 1962/63 zum Ligakonkurrenten Juventus Turin, dem amtierenden Vizemeister. Für Juventus machte er 51 Ligaspiele und schoss darin elf Tore. 1965 gewann da Costa mit Juve zum dritten Mal in seiner Laufbahn die Coppa Italia, im Endspiel in Rom wurde Inter Mailand mit 1:0 besiegt. Dadurch war Juventus teilnahmeberechtigt am Europapokal der Pokalsieger 1965/66, man scheiterte jedoch bereits in der 1. Runde am FC Liverpool. Weitere große Erfolge erreichte Dino da Costa mit Juventus Turin nicht, in der Liga reichte es jeweils nur zu Platzierungen im Bereich des fünften oder sechsten Platzes. Zur Saison 1966/67 wurde er vom Zweitligisten Hellas Verona unter Vertrag genommen. Im Trikot von Hellas Verona wurde da Costa 31 Mal in der Serie B eingesetzt und schaffte fünf Torerfolge. 1967 wechselte er noch für ein Jahr zu Del Duca Ascoli, ehe er seine Karriere 1968 dort im Alter von 37 Jahren beendete. In diesem einen Jahr hatte er als Spielertrainer in Ascoli Piceno gewirkt.

### Nationalmannschaft
Dino da Costa ist gebürtiger Brasilianer. Dennoch war er nach einer Einbürgerung spielberechtigt in der italienischen Fußballnationalmannschaft, für die er ein Länderspiel machte. Am 15. Januar des Jahres 1958 stand er im Aufgebot der Italiener beim Qualifikationsspiel für die Fußball-Weltmeisterschaft 1958 in Schweden gegen Nordirland in Belfast. Bei der 1:2-Niederlage war da Costa Schütze des einzigen italienischen Tores an diesem Tag.

## Erfolge
Coppa Italia:
- ACF Fiorentina 1960/61
- Atalanta Bergamo 1962/63
- Juventus Turin 1964/65

Europapokal der Pokalsieger:
- ACF Fiorentina 1960/61

Messestädte-Pokal:
- AS Rom 1960/61

## Auszeichnungen
- Torschützenkönig: Serie A 1956/57
- Torschützenkönig: Campeonato Carioca 1954
- Torschützenkönig: Torneio Rio-São Paulo 1954